# Marco Airaghi
Marco Airaghi (Gorla Minore, 19 febbraio 1959) è un ex politico italiano.

## Biografia
Laureato in ingegneria meccanica, dirigente d'azienda, è stato un esponente di Alleanza Nazionale, tra i fondatori del partito politico (nato in seguito alla "svolta di Fiuggi") nella Valle Olona, nel varesotto. È stato amministratore comunale di Gorla Minore e coordinatore provinciale di AN.
È stato eletto alla Camera dei deputati nel 2001 nel collegio maggioritario di Saronno, in rappresentanza della coalizione di centrodestra. Viene rieletto alle elezioni del 2006 nella circoscrizione Lombardia 2.
Non rieletto alle elezioni politiche del 2008, il 2 febbraio 2012 subentra come deputato alla Camera dopo le dimissioni di Antonio Verro, da poco diventato consigliere di amministrazione RAI. Aderisce al gruppo parlamentare de Il Popolo della Libertà. Si dimette dopo due mesi, il 4 aprile 2012, venendo sostituito da Lino Miserotti.